# 산타모니카 인 러브
《산타모니카 인 러브》(영어: And So It Goes)는 미국에서 제작된 롭 라이너 감독의 2014년 코미디 드라마 영화이다. 마이클 더글러스, 다이앤 키턴, 스털링 제린스 등이 출연하였고, 앨런 그라이스먼 등이 제작에 참여하였다. 프랜시스 스턴헤이건의 마지막 영화 출연작이다.
이 영화는 2014년 7월 25일 개봉하였다.

## 줄거리
부동산업자 오런은 아내가 사망한 후 의도적으로 사람들에게 고약하게 굴며 거리를 두고 산다. 어느 날 사이가 소원한 아들 루크가 9개월간 감옥에 들어가게 되면서 그간 존재하는 줄도 몰랐던 10살 짜리 손녀 세라를 맡긴다. 아이를 싫어하는 오런은 난감해하다가 남편과 사별했으며 본인 아이를 가져본 적이 없는 이웃 리아에게 세라를 떠넘긴다. 그러나 오런은 차차 리아와 세라를 통해 타인에게 마음을 여는 법을 다시 배워나가게 된다.

## 출연
- 마이클 더글러스 - 오런 리틀 역
- 다이앤 키턴 - 리아 역
- 스털링 제린스 - 세라 리틀 역
- 애니 퍼리스 - 케이트 역
- 롭 라이너 - 아티 역
- 야야 다코스타 - 케네디 역
- 펄로마 구즈먼 - 설리나 역
- 스콧 셰퍼드 - 루크 리틀 역
- 프랜시스 스턴헤이건 - 클레어 역
- 앤디 칼 - 테드 웨스트버그 역
- 프랭키 밸리 - 클럽 소유주 역
- 데이비드 에런 베이커 - 데이비드 쇼 역
- 시오 스토크먼 - 러셀 역

## 제작
영화 촬영은 2013년 코네티컷주에서 시작되었다. 캘리포니아, 그레이터 맨체스터에서도 촬영되었다.

### 음악
2013년 12월 17일, 마크 셰이먼이 이 영화의 음악을 작곡할 것이라고 발표되었다.

## 기타 제작진
- 배역: 로라 로즌솔
- 미술: 이선 토브먼
- 세트: 캐리 스튜어트
- 의상: 리아 캐츠넬슨, 엘런 미로지닉
- 음향 감독: 론 벤더